# W.A.G.s to Riches
W.A.G.s to Riches är en amerikansk realityserie som hade premiär på strömningstjänsten Netflix den 22 januari 2025. Första säsongen består av åtta avsnitt.

## Handling
Serien följer ett antal fruar och flickvänner till kända sport- och rapprofiler (så kallade WAGs).

## Medverkande (i urval)
- Sharelle Rosado
- Maranda Johnson
- Ashley Wheeler
- Alexis Welch Stoudemire
- Porsha Berto
- Sadé Vanessa
- Lastonia Leviston
- Keeta Hill
- Julz Goddard